# Ariadna pilifera
Espèce
Synonymes
- Ariadne acanthopus Simon, 1907
- Ariadne jaliscoensis Chamberlin, 1925

Ariadna pilifera est une espèce d'araignées aranéomorphes de la famille des Segestriidae.

## Distribution
Cette espèce se rencontre aux États-Unis en Arizona et au Mexique au Chihuahua, au Durango, au Tamaulipas, au San Luis Potosí, au Nayarit, au Colima, au Michoacán, au Guanajuato, en Hidalgo, au Veracruz, au Puebla, au Morelos, au Guerrero et Oaxaca,,.

## Description
Le mâle décrit par Giroti et Brescovit en 2018 mesure 8,36 mm et la femelle 14,24 mm, les femelles mesurent de 11,65 à 18,48 mm.

## Publication originale
- O. Pickard-Cambridge, 1898 : Arachnida. Araneida. Biologia Centrali-Americana, Zoology. London, vol. 1, p. 233-288 (texte intégral).